# Germersheim
Germersheim település Németországban, Rajna-vidék-Pfalz tartományban. Lakosainak száma 21 295 fő (2023. december 31.). Germersheim Lingenfeld és Lustadt községekkel határos. Testvérvárosa Zalaszentgrótnak.

## Fekvése
Speyertől kissé délnyugatra fekvő település.

## Története
Germersheimnél folyik a Rajnába a Qeich folyócska. Az itt fekvő kisváros helyén a rómaiak idején erőd volt, később frank királyi udvar, melyet Habsburg Rudolf különösen kedvelt.

## Nevezetességek
- Szent Jakab templom
- Különleges Kerékpárok Nemzetközi Vására

## Galéria

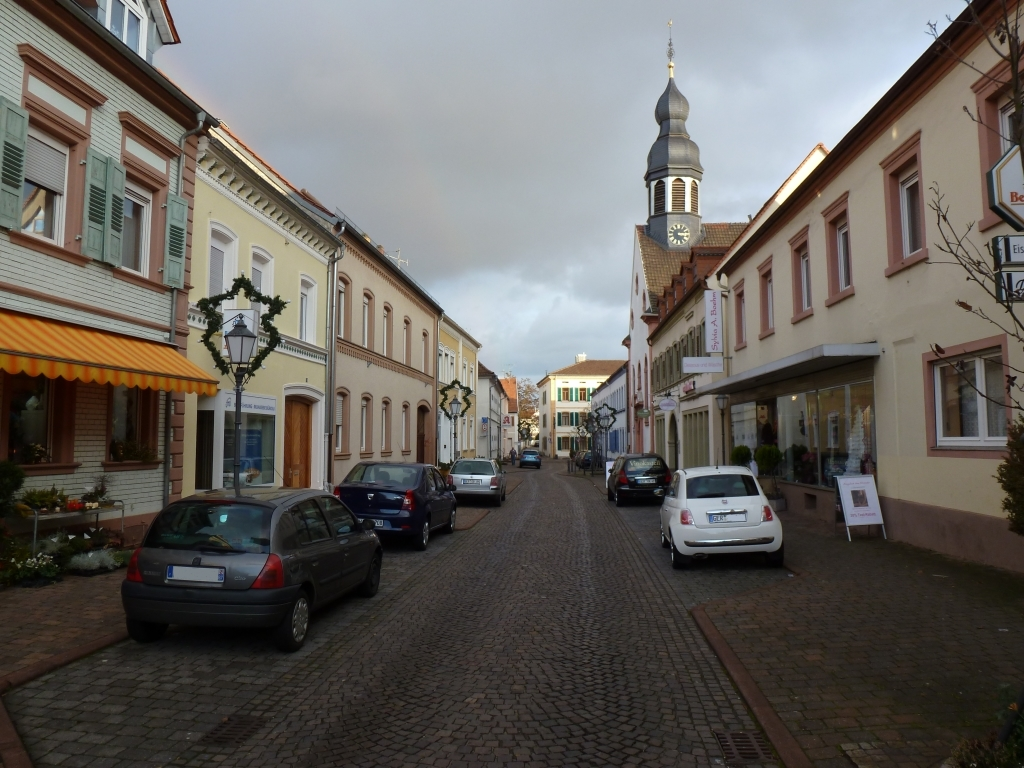
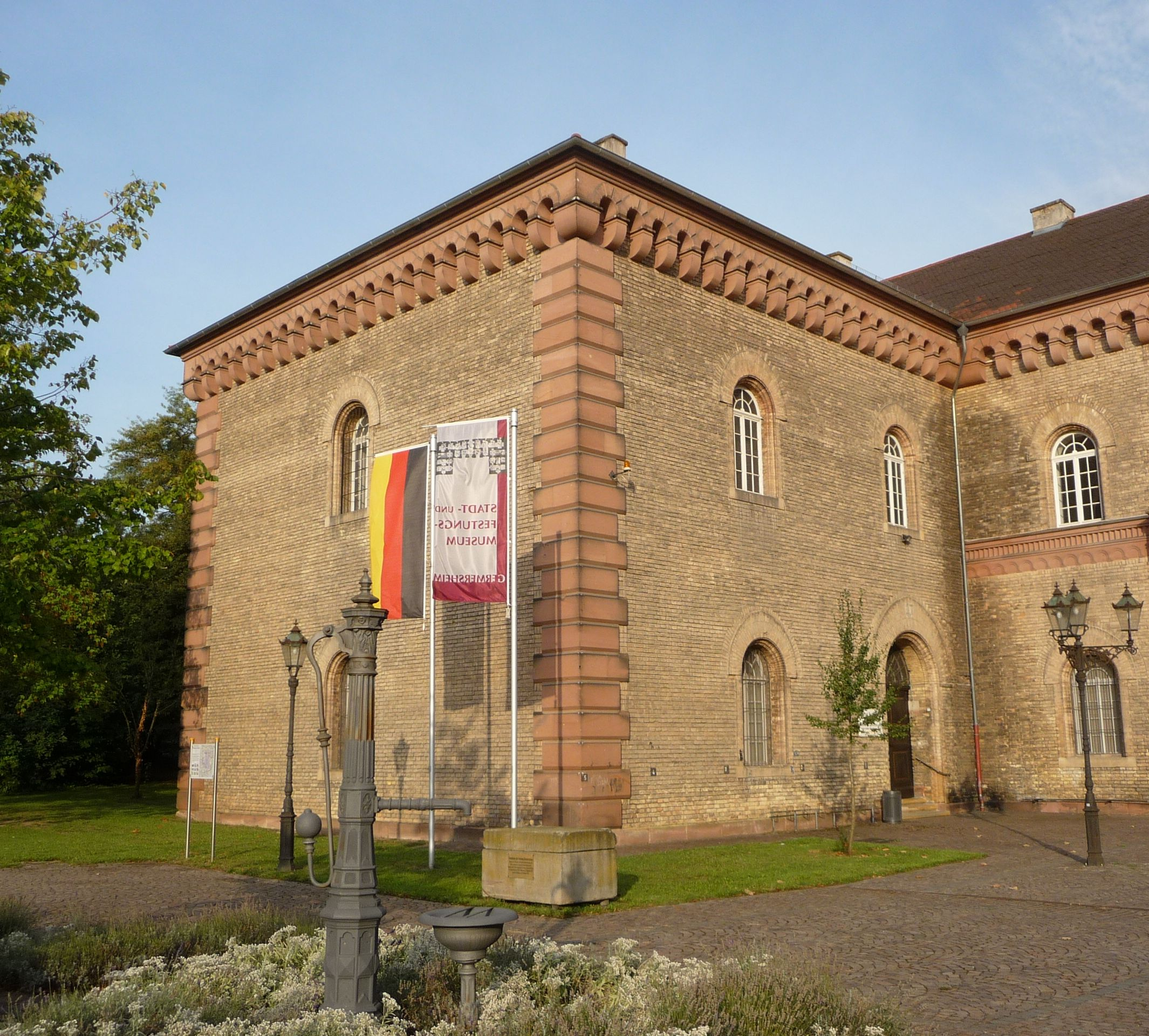
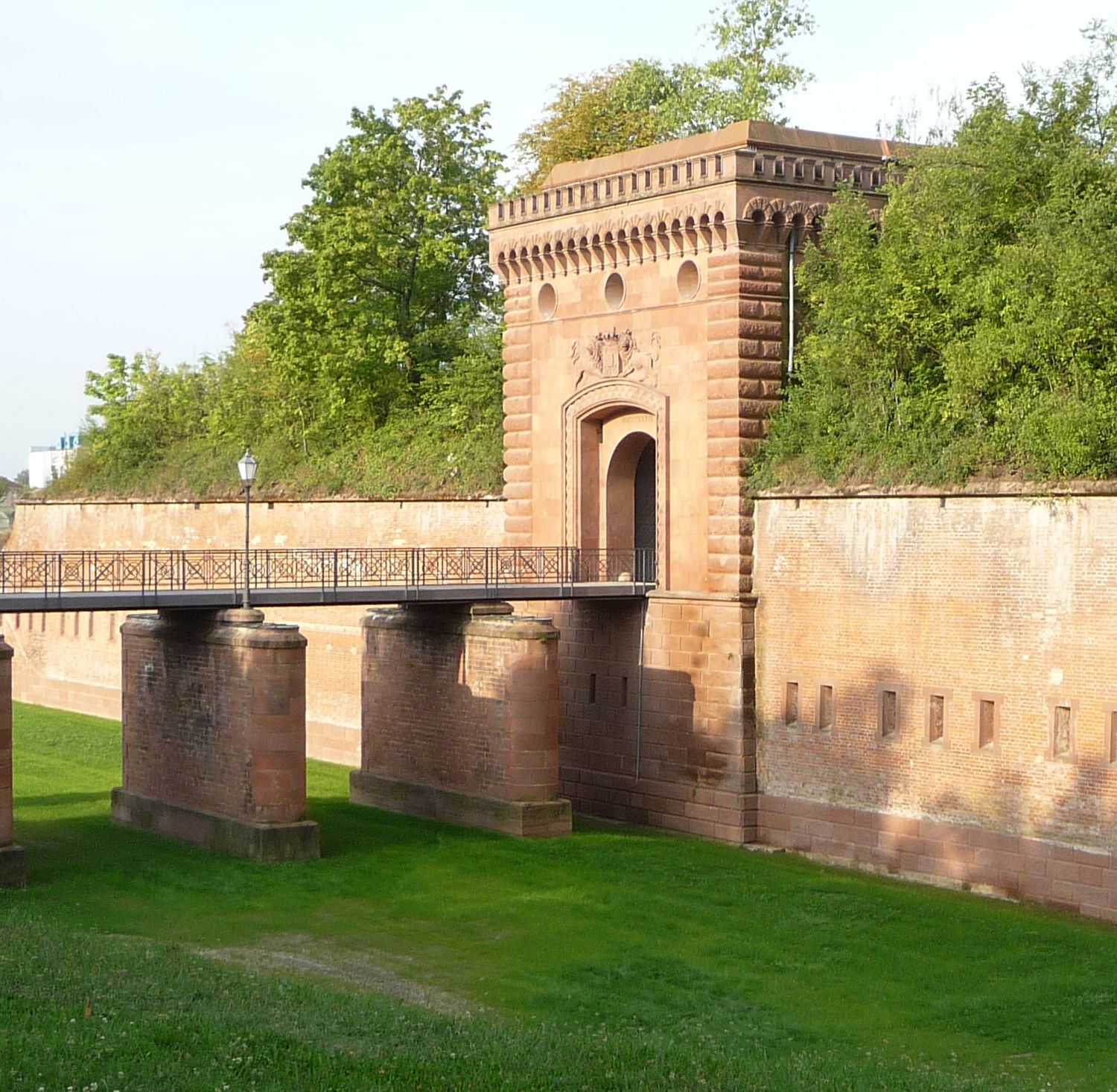
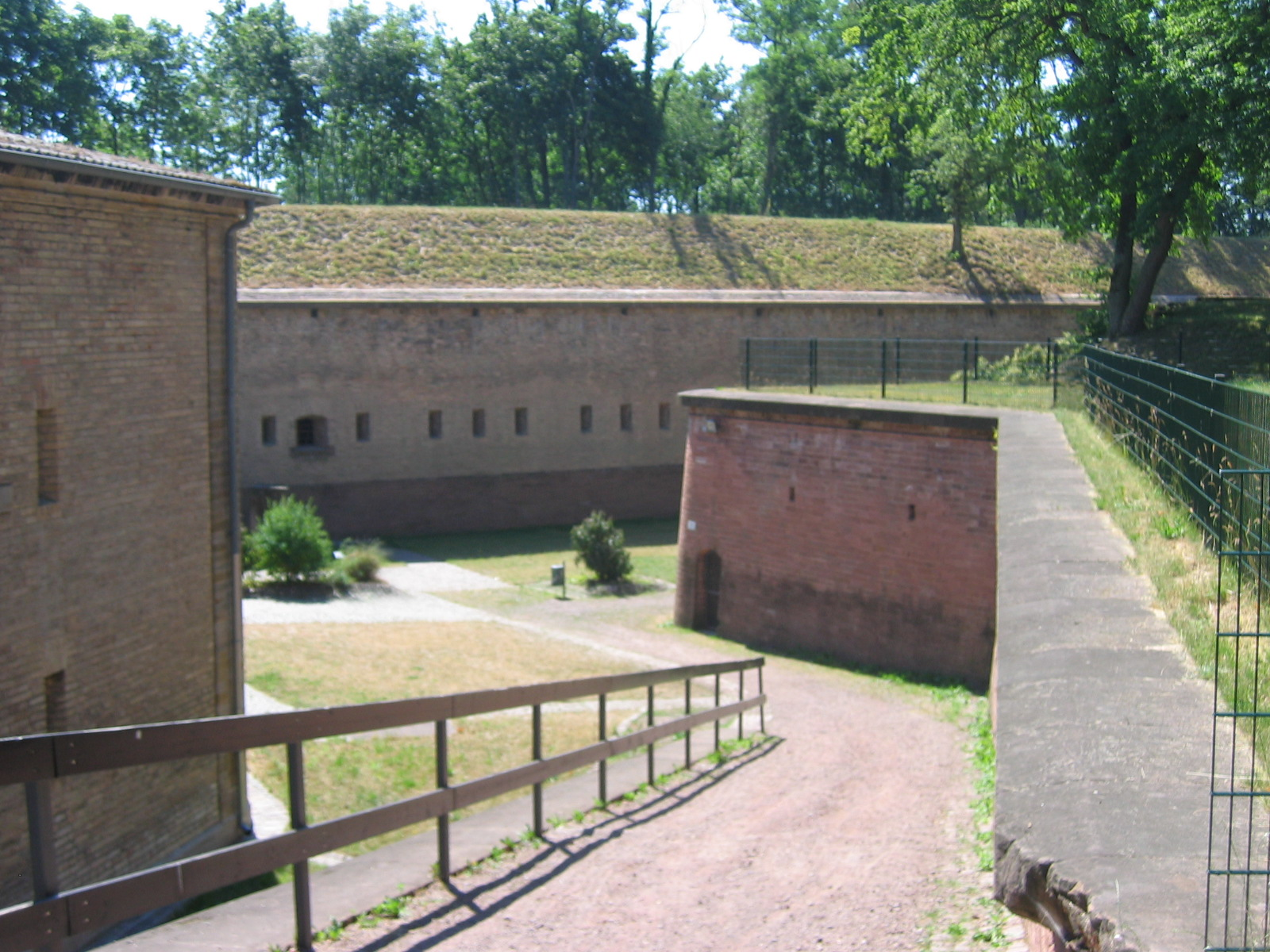
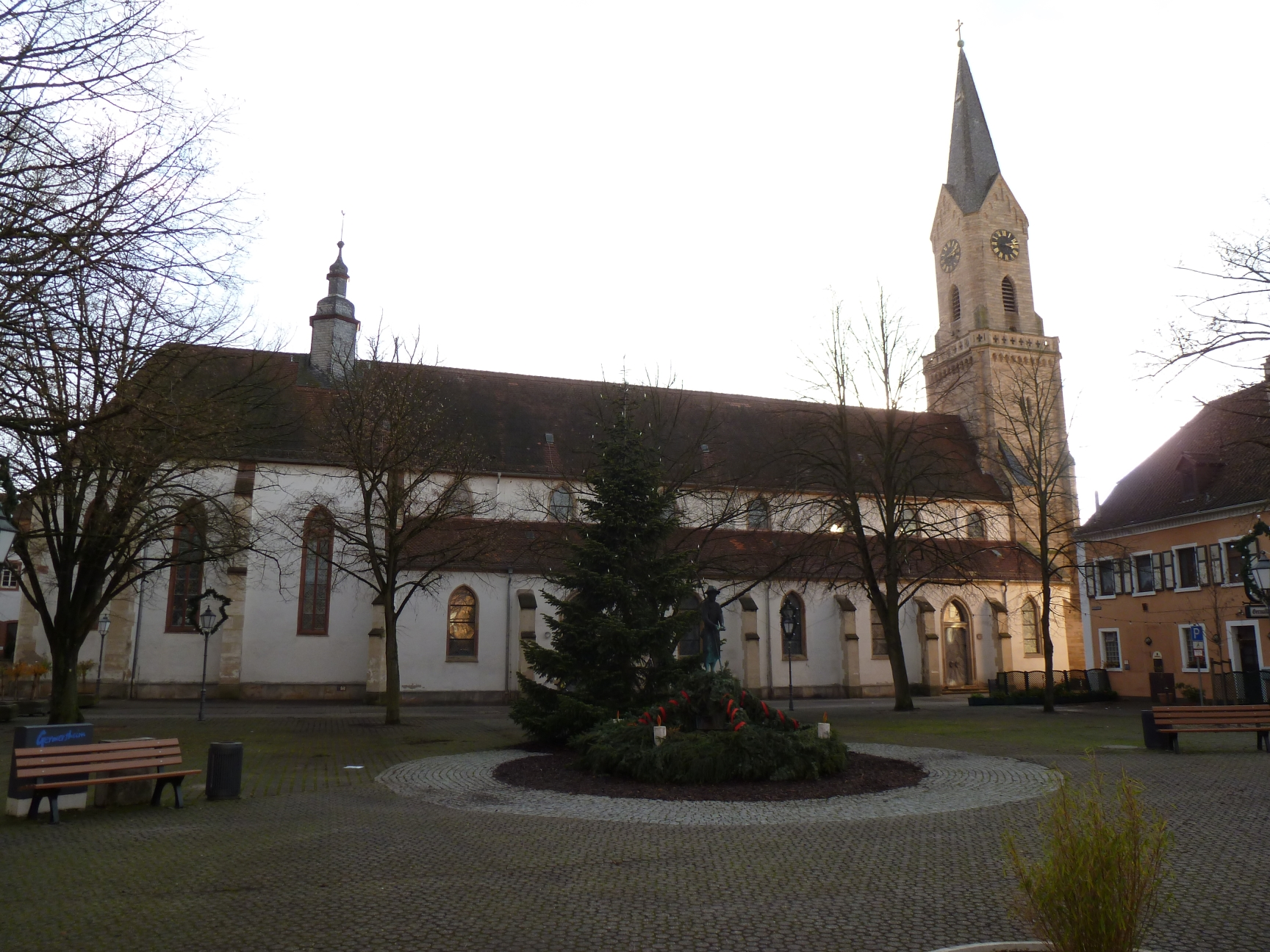
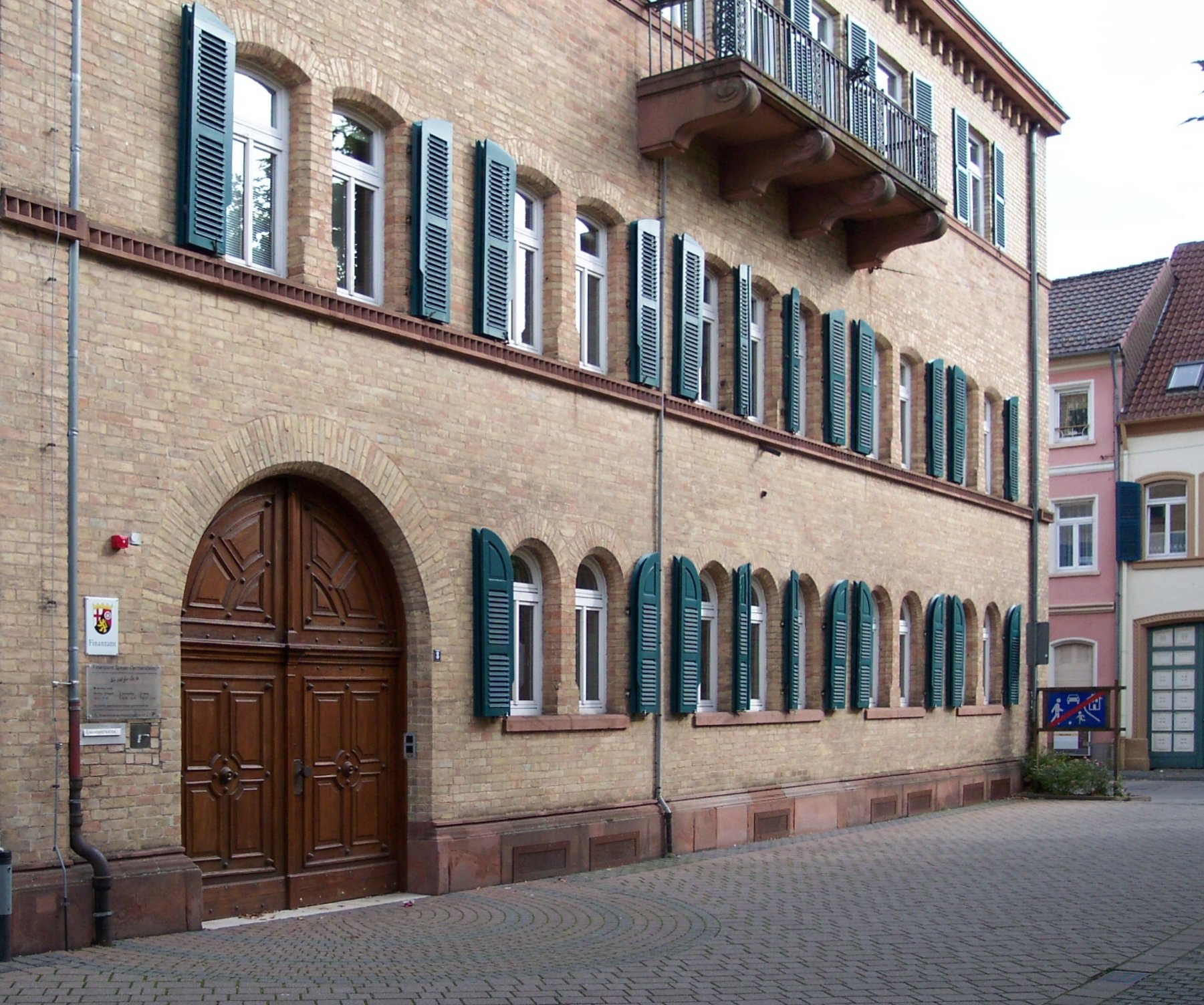
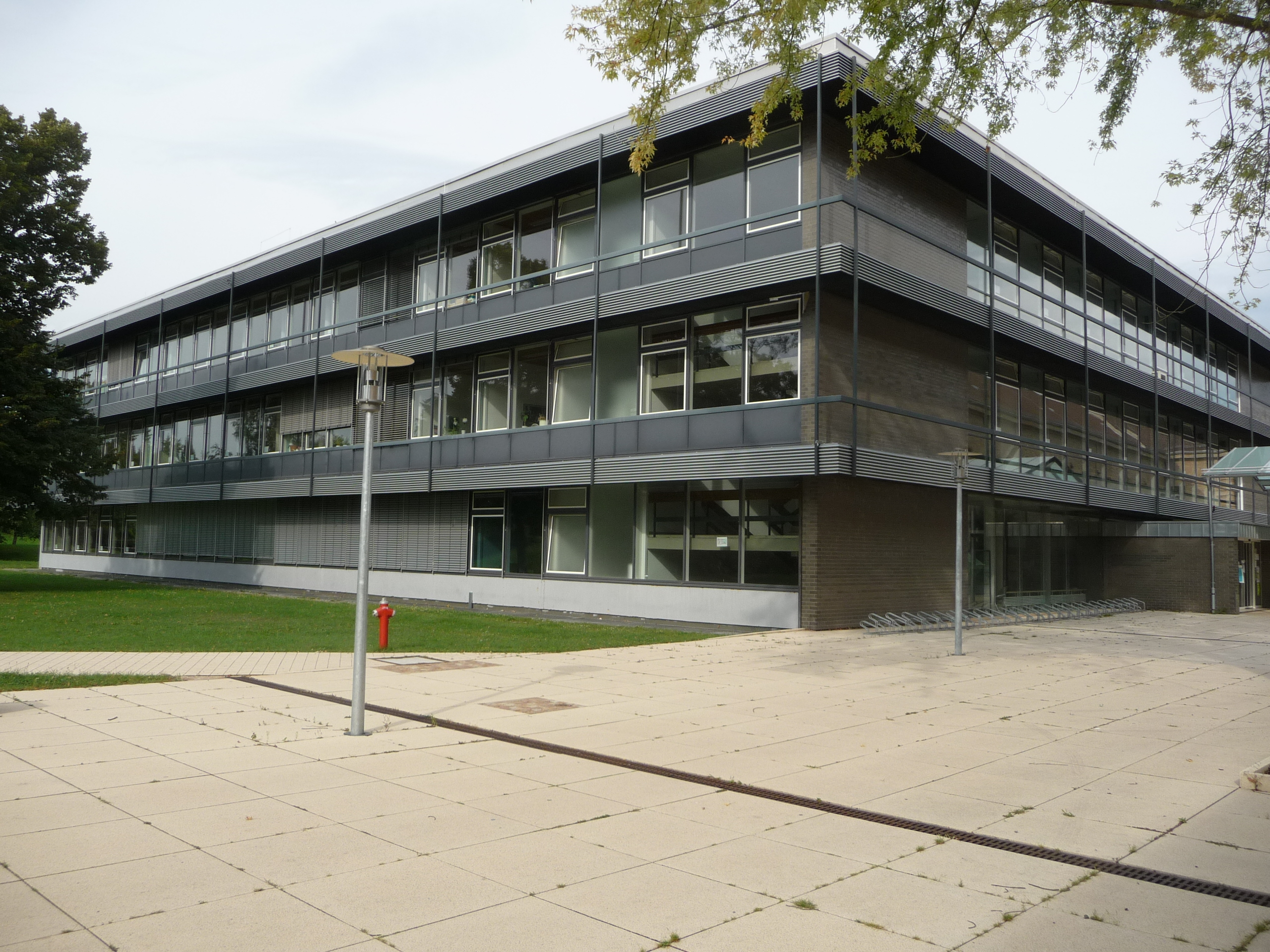
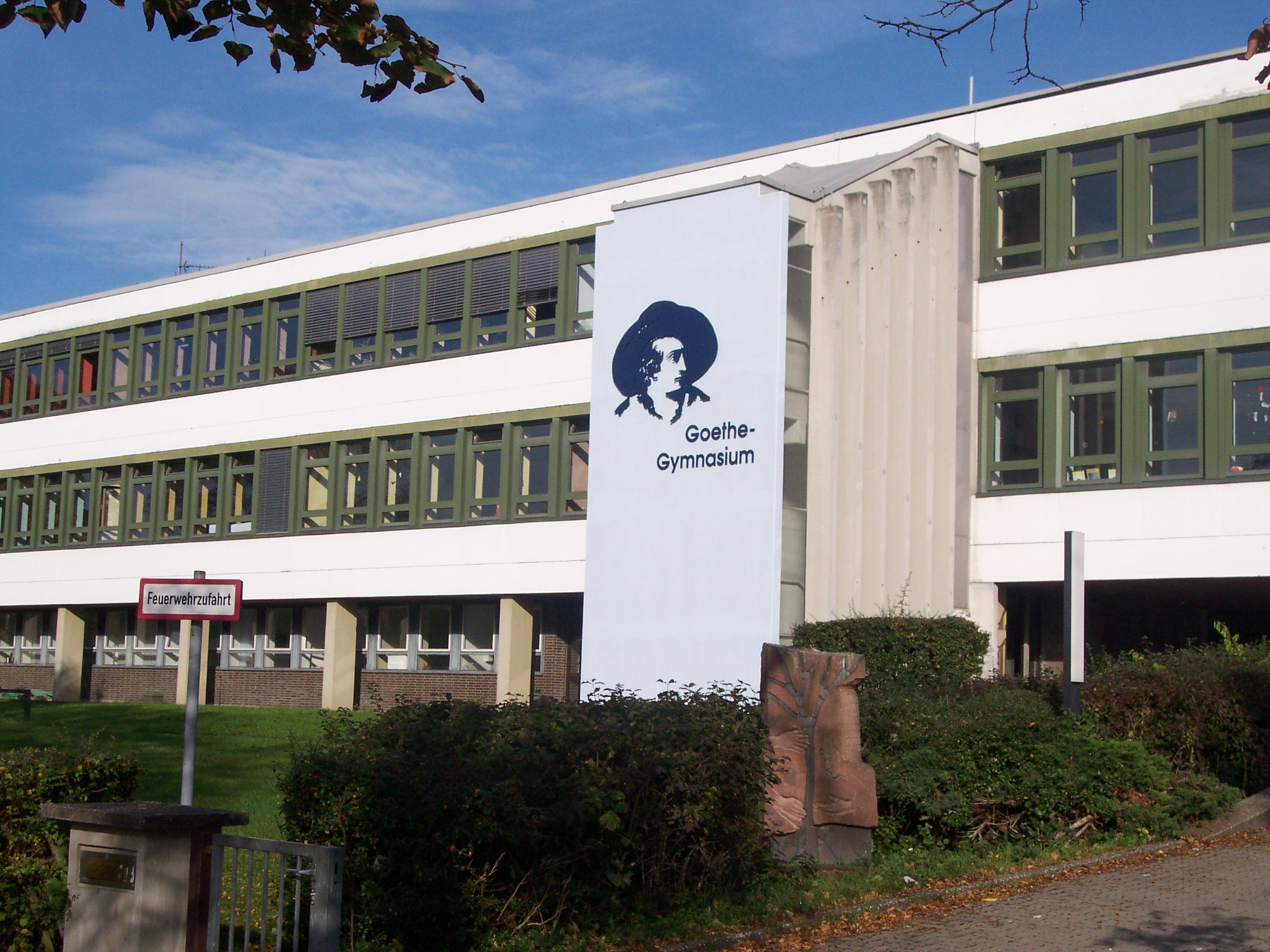
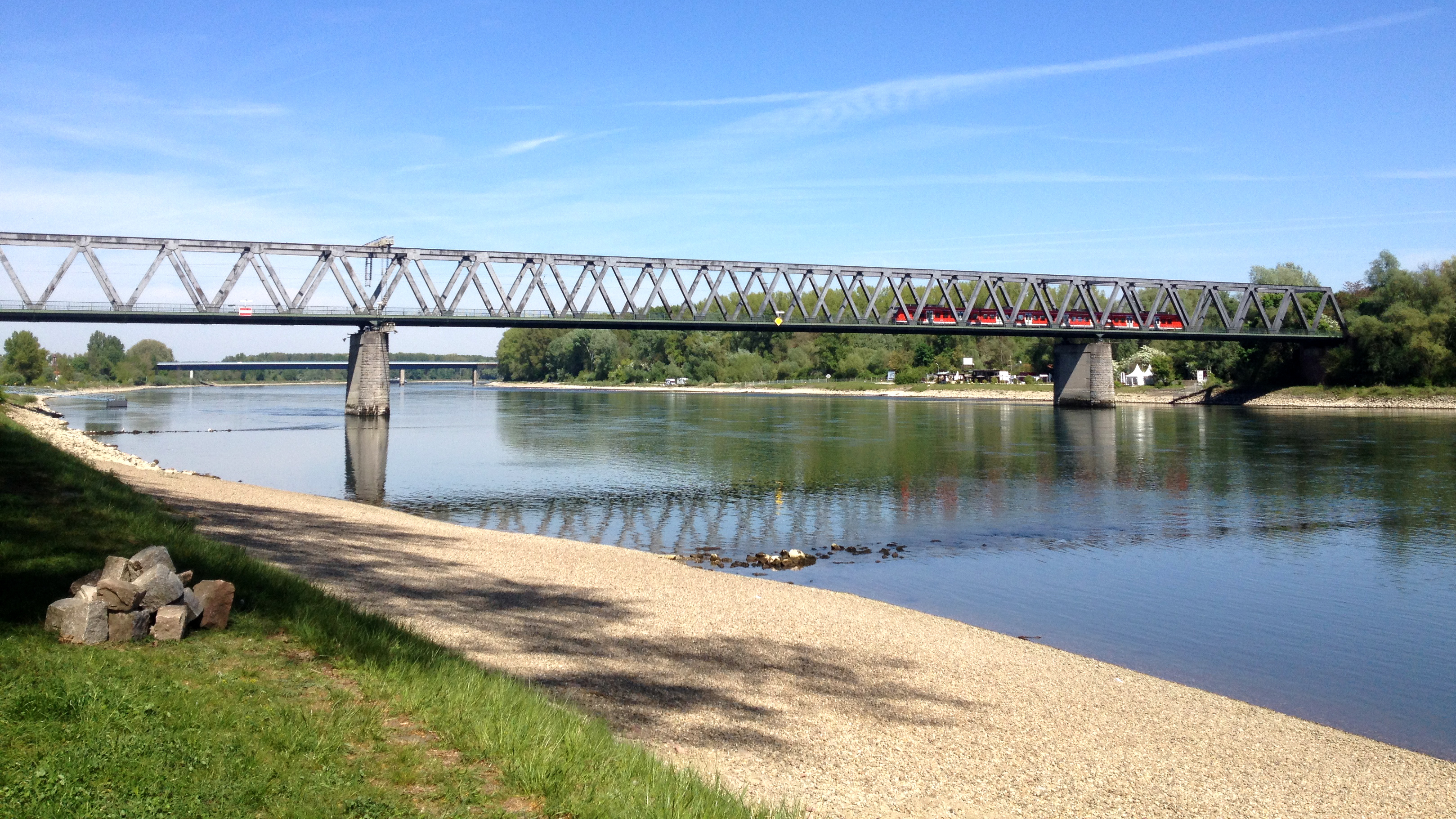
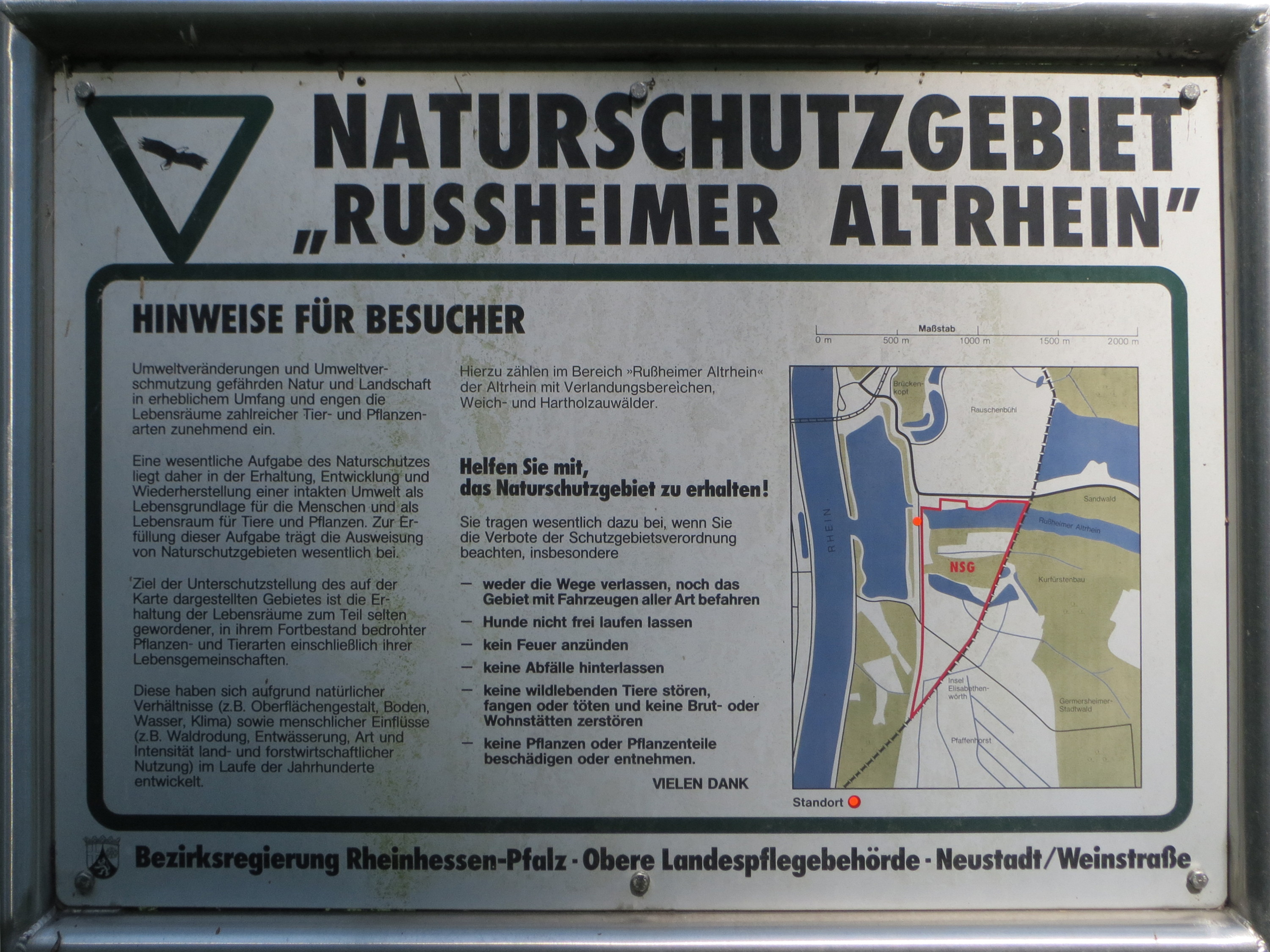
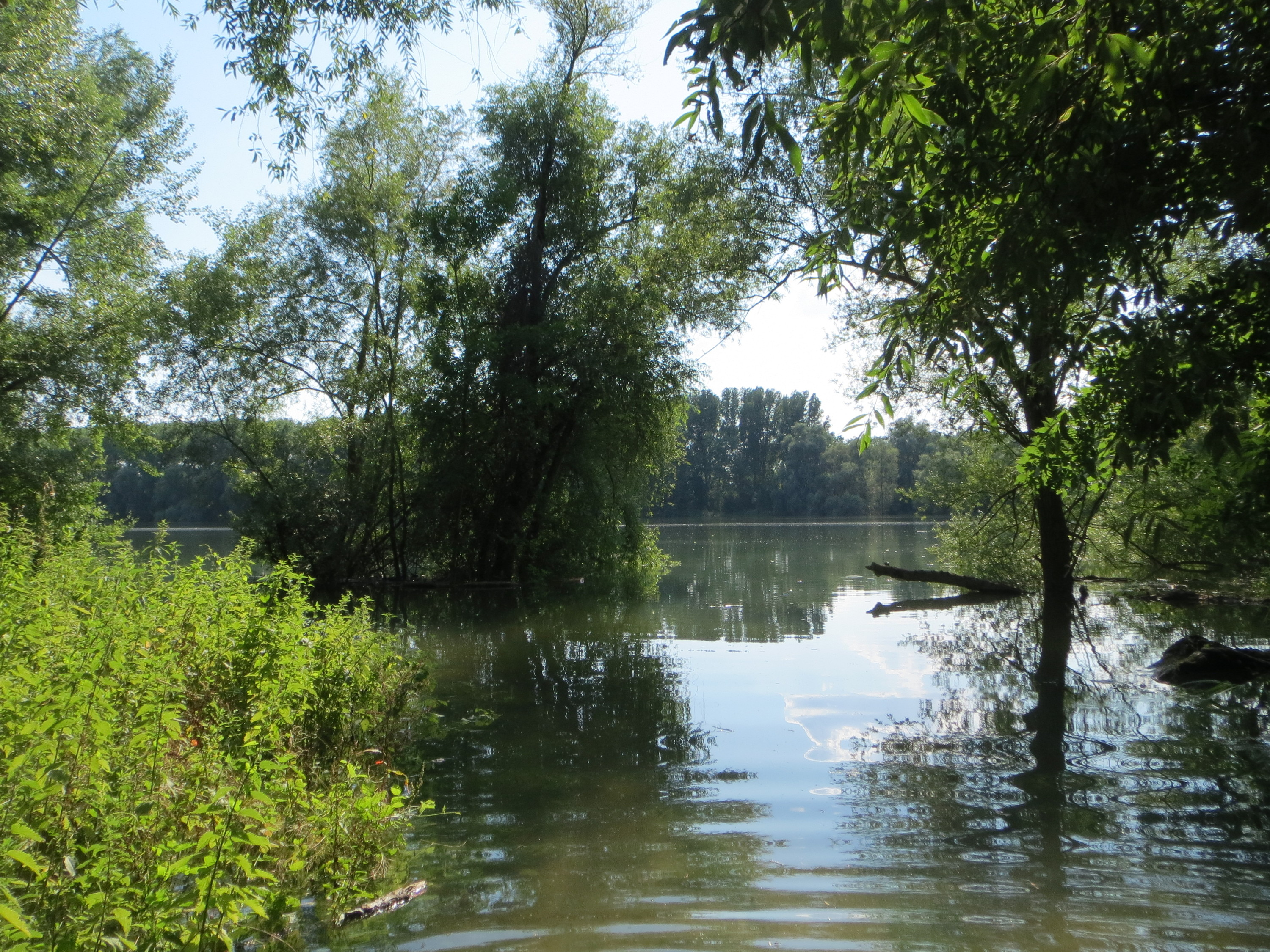
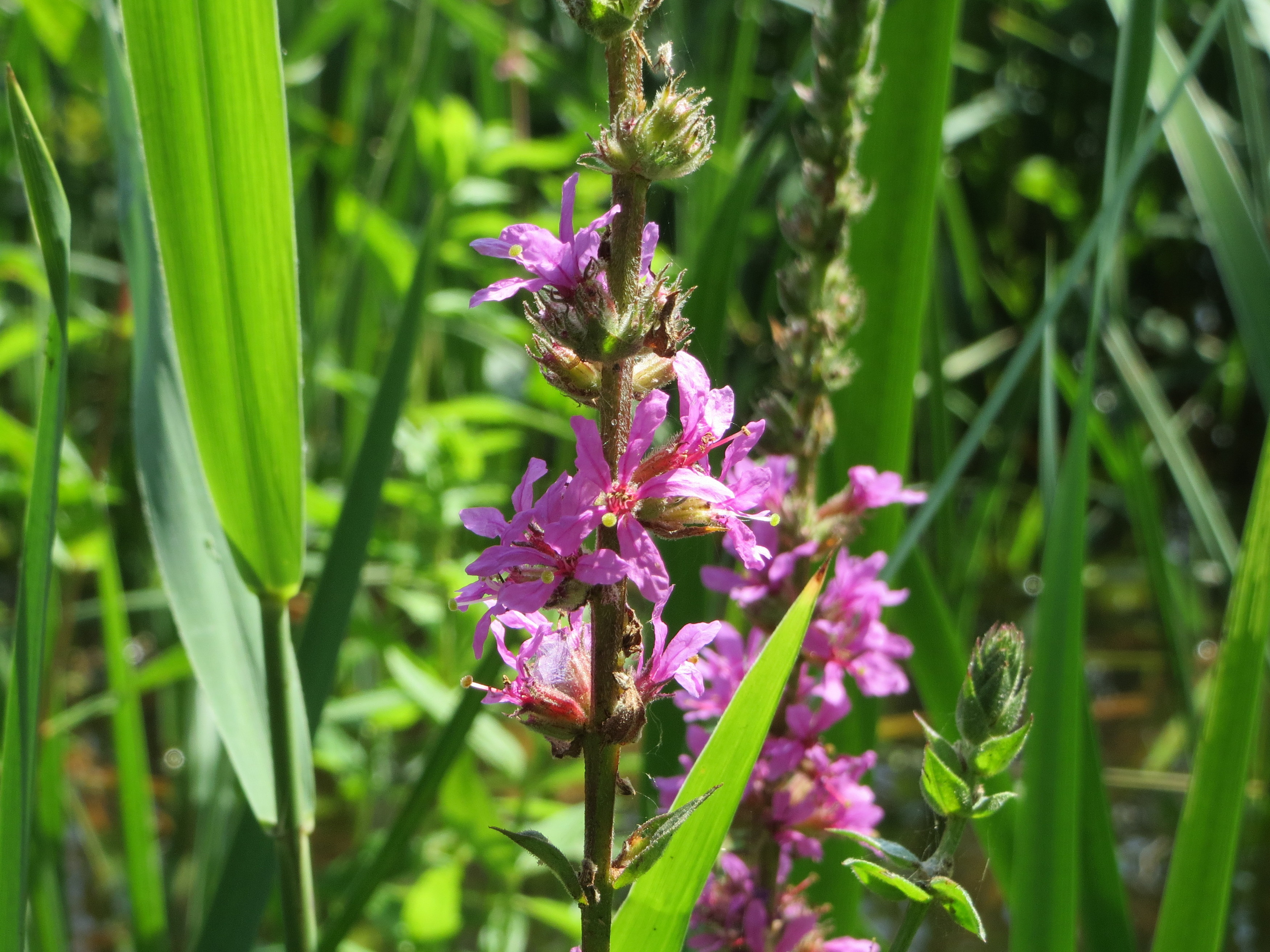